# Gran Premi de Mèxic del 1967
Resultats del Gran Premi de Mèxic de la temporada 1967 de Fórmula 1, disputat a l'autòdrom Hermanos Rodríguez (Ciutat de Mèxic) el 22 d'octubre del 1967. La pole position fou per a Jim Clark 1' 47. 56 que també feu la volta ràpida (1' 48. 130, a la volta 52)
| Posició | Número | Pilot                | Equip             | Voltes | Temps/ Retirada   | Posició de sortida | Punts |
| ------- | ------ | -------------------- | ----------------- | ------ | ----------------- | ------------------ | ----- |
| 1       | 5      | Jim Clark            | Lotus - Ford      | 65     | 1h 59' 29. 3      | 1                  | 9     |
| 2       | 1      | Jack Brabham         | Brabham - Repco   | 65     | + 1' 25.36 min.   | 5                  | 6     |
| 3       | 2      | Denny Hulme          | Brabham - Repco   | 64     | + 1 Volta         | 6                  | 4     |
| 4       | 3      | John Surtees         | Honda             | 64     | + 1 Volta         | 7                  | 3     |
| 5       | 8      | Mike Spence          | BRM               | 63     | + 2 Voltes        | 11                 | 2     |
| 6       | 21     | Pedro Rodríguez      | Cooper - Maserati | 63     | + 2 Voltes        | 13                 | 1     |
| 7       | 22     | Jean Pierre Beltoise | Matra - Ford      | 63     | + 2 Voltes        | 14                 |       |
| 8       | 12     | Jonathan Williams    | Ferrari           | 63     | + 2 Voltes        | 16                 |       |
| 9       | 9      | Chris Amon           | Ferrari           | 62     | Sense gasolina    | 2                  |       |
| 10      | 16     | Jo Bonnier           | Cooper - Maserati | 61     | + 4 Voltes        | 17                 |       |
| 11      | 19     | Guy Ligier           | Brabham - Repco   | 41     | + 4 Voltes        | 19                 |       |
| 12      | 15     | Jo Siffert           | Cooper - Maserati | 59     | Escalfament motor | 10                 |       |
| Ret     | 14     | Bruce McLaren        | McLaren - BRM     | 45     | Pressió de l'oli  | 8                  |       |
| Ret     | 17     | Chris Irwin          | BRM               | 33     | Pèrdua d'oli      | 15                 |       |
| Ret     | 7      | Jackie Stewart       | BRM               | 24     | Motor             | 12                 |       |
| Ret     | 6      | Graham Hill          | Lotus - Ford      | 18     | Part mecànica     | 4                  |       |
| Ret     | 18     | Moises Solana        | Lotus - BRM       | 12     | Suspensions       | 9                  |       |
| Ret     | 11     | Dan Gurney           | Eagle - Climax    | 4      | Radiador          | 3                  |       |
| Ret     | 10     | Mike Fisher          | Lotus - BRM       | 0      | Alim. combustible | 10                 |       |